# Friedrich Christian von Plettenberg (Verbandsfunktionär)
Friedrich Christian Reichsgraf von Plettenberg (* 15. September 1882 in Hovestadt, Nordrhein-Westfalen; † 7. September 1972 in Bretzenheim, Rheinland-Pfalz) war ein deutscher Weingutbesitzer und Weinbauverbandspolitiker. 

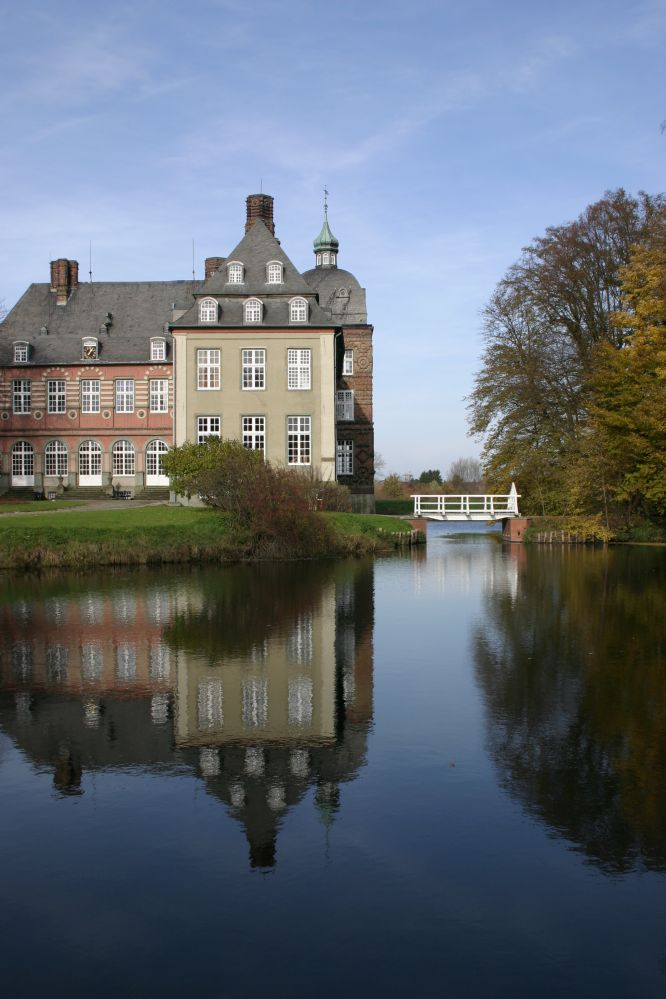
Schloss Hovestadt Geburtsort von Friedrich Christian Reichsgraf von Plettenberg (1882–1972)

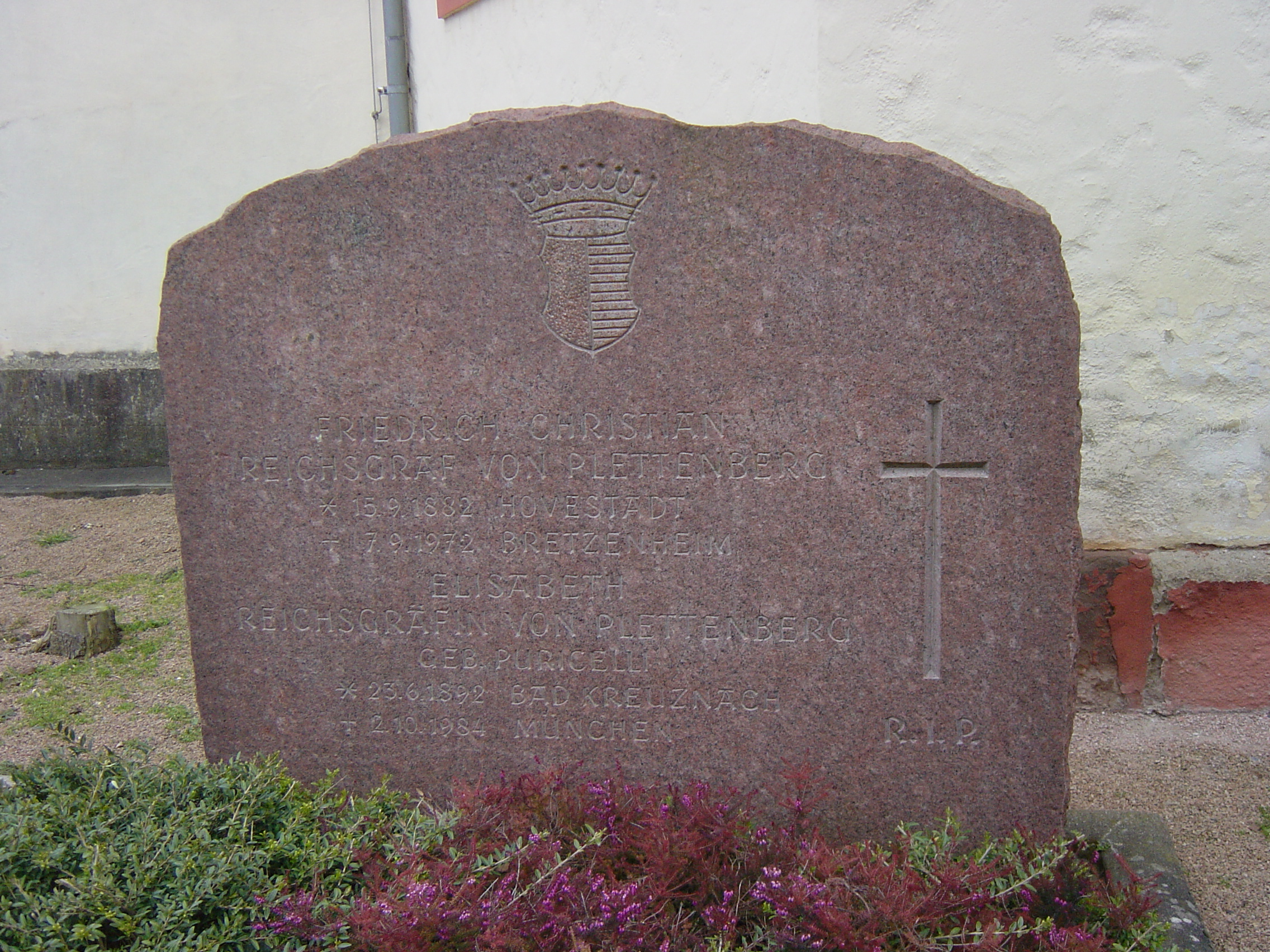
Grabmal des Friedrich Christian Reichsgraf von Plettenberg (1882–1972) und seiner Ehefrau Elisabeth Reichsgräfin von Plettenberg geborene Puricelli (1892–1984) in Bretzenheim an der Nahe

## Familie
Friedrich Christian entstammt dem westfälischen Uradelsgeschlecht von Plettenberg. Er war der Sohn von August Graf von Plettenberg (1835–1886) und dessen zweiter Ehefrau Elisabeth Gräfin Droste zu Vischering (1844–1905).
Am 7. November 1912 heiratete er in Düsseldorf Elisabeth Puricelli (1892–1984). Sie stammte aus einer wohlhabenden Industriellenfamilie, die unter anderem ein Hüttenwerk in Rheinböllen betrieb und auch in den heimischen Weinbau investierte. Das Paar hatte folgende Kinder:
- Clemens-August (1913–1944) (vermisst)
- Egbert (1917–1995) ⚭ 1947 Luise-Dorothea Prinzessin von Hohenzollern (1924–1988), Tochter von Albrecht Prinz von Hohenzollern (1898–1977)
- Wolfgang (1922–2012) ⚭ 1951 Marie Anna Freiin von Oer (1927–2019)[1]

## Leben
Nach dem Abitur und dem Studium der Rechtswissenschaft in Genf und Paris war von Plettenberg von 1904 bis 1918 aktiver Offizier und kämpfte im Ersten Weltkrieg. Vom Großvater seiner Frau, Hermann Puricelli (1822–1897), beziehungsweise ihrem Vater Paul Puricelli (1862 Mainz-N.N.) übernahm er das Weingut und baute dieses ab 1912 zu einem Musterbetrieb aus. Bald galt er mit seinem Weingut Reichsgraf von Plettenberg als einer der bedeutendsten Weinbaupioniere an der Nahe. Die Weinberge umfassen 35 Hektar Rebfläche unter anderem die Weine der Einzellagen Kreuznacher Hinkelstein, Kreuznacher Kapellenpfad, Kreuznacher Sankt Martin, Kreuznacher St. Martin, Roxheimer Berg, Schloss Plettenberg, Winzenheimer Rosenheck. Mit großer Ausstrahlungskraft und Tatendrang hat er dem Weinexport besonders des Naheweines viele Impulse gegeben. Bis 1933 war er Vorsitzender des Preußischen Weinbauverbandes. In diesem Verband war auch sein Verwandter August Freiherr von Schorlemer-Lieser (1885–1940) tätig. Nach Kriegsende gehörte Reichsgraf von Plettenberg 1945 zu den Mitbegründern des Bauern- und Winzerverbandes an Nahe und Glan und war von 1947 bis 1953 dessen Vorsitzender. Auch war er in dieser Zeit Vorstandsmitglied des Deutschen Weinbauverbandes. 
Friedrich Christian Reichsgraf von Plettenberg wohnte mit seiner Ehefrau Elisabeth Puricelli und seinen drei Söhnen in der schlossähnlichen, heute denkmalgeschützten Villa Plettenberg-Puricelli, einem zweieinhalbgeschossigen Putzbau in spätklassizistisch geprägter Neorenaissance auf dem Grund des Hofgutes Puricelli/Graf von Plettenberg in Bretzenheim an der Nahe.

## Nachfolgegenerationen in der Leitung des Weinguts
- 1948–1985 Wolfgang Reichsgraf von Plettenberg und Egbert Reichsgraf von Plettenberg (* 15. Oktober 1917; † 1. November 1995 in Bad Kreuznach, Rheinland-Pfalz), (beides Söhne von Friedrich Christian von Plettenberg)
- 1985–2015 Egbert Reichsgraf von Plettenberg (* 26. September 1953 in Bad Kreuznach, Rheinland-Pfalz), (Sohn von vorstehendem Egbert Reichsgraf von Plettenberg)
- 2015–heute Falk Albrecht Reichsgraf von Plettenberg (* 4. August 1983 in Osnabrück, Niedersachsen), (Sohn von letztem Egbert Reichsgraf von Plettenberg)